# 습지와 새들의 친구
습지와 새들의 친구(영어: Wetlands & Birds KOREA, WBK)는 대한민국에서 2000년 10월 8일 설립된 비영리 민간 단체로 대한민국의 자연유산인 습지와 그곳에 살고 있는 새들을 조사 보호하고, 습지 이용에 대한 대안을 제시하며, 습지와 새들의 보존과 가치에 대한 교육과 홍보 활동  등을 통해 우리 사회를 지속가능한 사회로 전환하는데 필요한 각 종 활동, 특히 한국이 지닌 세계적 자연유산인 낙동강하구 보전을 중심으로 활발한 활동을 펼치고 있다. 

## 주요 활동
- 습지와 새들의 지속적, 효율적 보전과 현명한 이용을 위한 전략개발과 제반 사업
- 국내 습지의 현황조사 및 연구사업
- 교육 및 출판 홍보활동
- 정보교류 및 습지 현안이 있는 지역에 대한 지원사업
- 국내연대 및 국제연대
- 습지보전을 위한 지역주민 분쟁 해소방안 마련

## 조직
대표(홍정욱, 천성광), 고문, 운영위원장(홍정욱), 운영위원, 자문위원, 습지보전국장(김경철)

## 연혁
- 2000년 10월 8일: 창립
- 2001년 낙동강 하구 겨울 철새 학교 운영
- 2002년 낙동강 하구 문화제 개최
- 2003년 비영리민간단체 등록
- 2005년 명지대교 건설 저지 운동
- 2007년 진우도 보호 운동
- 2011년 주남저수지 주변 둘레길 조성 백지화 요구[1]
- 2012년 4대강 사업으로부터 낙동강 하구 철새, 습지 살리기 운동[2]

## 수상
- 2001년 올해의 녹색인상 (녹색연합)
- 2007년 환경부장관상 (진우도를 내셔널트러스트 ‘꼭 지켜야 할 자연유산’에 공모)